# Leah Smith
Leah Smith (n. 19 aprilie 1995, Mt. Lebanon⁠(d), Pennsylvania, SUA) este o înotătoare americană, medaliată olimpică. A participat la o ediție a Jocurilor Olimpice (2016) în care a câștigat o medalie de bronz.

## Participări
Lista de mai jos prezintă principalele competiții la care a participat Leah Smith de-a lungul carierei.
- Natação nos Jogos Olímpicos de Verão de 2016 - 400 m livre feminino[*]